# Ordina Open 2001
L'Ordina Open 2001 è stato un torneo di tennis giocato sull'erba. È stata la 12ª edizione dell'Ordina Open, che fa parte della categoria International Series nell'ambito dell'ATP Tour 2001, e della Tier III nell'ambito del WTA Tour 2001. Sia il torneo maschile che quello femminile si sono giocati al Autotron park di Rosmalen, vicino 's-Hertogenbosch nei Paesi Bassi, dal 18 al 24 giugno 2001.

## Campioni

### Singolare maschile
Lleyton Hewitt ha battuto in finale  Guillermo Cañas con il punteggio di 6–3, 6–4

### Singolare femminile
Justine Henin ha battuto in finale  Kim Clijsters con il punteggio di 6–4, 3–6, 6–3

### Doppio maschile
Paul Haarhuis /  Sjeng Schalken hanno battuto in finale  Martin Damm /  Cyril Suk con il punteggio di 6–4, 6–4

### Doppio femminile
Ruxandra Dragomir Ilie /  Nadia Petrova hanno battuto in finale  Kim Clijsters /  Miriam Oremans con il punteggio di 7–6(5), 6(5)–7, 6–4